# イアフメス1世
イアフメス1世（AhmoseⅠ/AhmosisⅠ、在位：紀元前1570年 - 1546年）は、古代エジプト第18王朝の初代ファラオ。第17王朝のセケンエンラー・タアは父、カーメスは兄（もしくは叔父）である。王妃は妹のイアフメス＝ネフェルタリ。
誕生名「イアフメス」（Ahmose/Ahmosis）の意味は「（月神）イアフ（Iah）の造りしもの、イアフに生み出されしもの」。即位名「ネブペフティラー」（Nebpehtire）の意味は「力の主は（太陽神）ラー（Ra、Re）」。
月神イアフは古代エジプトの古い神格で、その信仰は後に、同じく月神であるトートに吸収された。
イアフメスの他にもアハメス、アハモセ、アーモスなど歴代ファラオの中でも特に書籍やその翻訳者による表記揺れが大きい。

## 生涯
兄もしくは叔父である先王カーメスの後を継いでファラオとなるが、まだ幼少であったため、セケンエンラー・タアの王妃にして母のイアフヘテプ1世が摂政を務めていたと考えられている。長じて、父と兄（もしくは叔父）の仇であるヒクソスの第15王朝をネゲヴに追い詰めて滅ぼし、ヒクソスと協力関係にあった南のヌビア（クシュ王国）も制圧し（ヌビア総督府が置かれ、総督は「クシュの王子」と呼ばれた）、悲願であったエジプトの再統一を果たす。血統的には第17王朝に属するが、エジプトの統一者、秩序の回復者としての功績が評価されて、新王朝の創始者として位置づけられている。